# Häxan
Häxan (Vrăjitoarele) este un film de groază suedezo-danez din 1922 regizat de Benjamim Christensen în stilul unui documentar. Rolurile principale sunt interpretate de actorii Clara Pontoppidan și Oscar Stribolt.
A fost creat cu intenția de a fi primul film dintr-o viitoare trilogie. În timp ce Häxan era despre vânătorii de vrăjitoare, celelalte filme ar fi trebuit să prezinte teme ca viziunile sfinților și incantațiile fantomelor. Din cele trei filme planificate, însă, doar Häxan a fost realizat.
Filmul Häxan este împărțit în șapte părți. Unele sunt pur documentare, altele pur ficțiune, iar unele îmbină ambele genuri. Aceste secțiuni explorează teme precum vrăjitoria și Inchiziția.
Christensen a filmat Häxan din 1919 până în 1922. După premiera sa din 18 septembrie 1922, filmul a stârnit indignare în Danemarca din cauza violențelor pe care le conținea; în Franța, Biserica a protestat împotriva filmului; în Germania a fost interzis după premiera de acolo, în februarie 1924. Acest lucru a dus la tăieri și cenzurarea filmului în străinătate; numai în Danemarca a fost prezentat Häxan în versiunea sa originală. Abia după ce filmul a fost readus în cinematografe de către regizorul său în 1941, versiunea originală a putut fi văzută și în străinătate.

## Distribuție
- Benjamin Christensen - Diavolul
- Ella la Cour - Vrăjitoarea Karna
- Emmy Schønfeld - Asistenta lui Karna
- Kate Fabian - bătrâna servitoare
- Oscar Stribolt - Călugărul Gras
- Wilhelmine Henriksen - Apelone
- Astrid Holm - Anna, soția lui Jesper tipograful
- Elisabeth Christensen - mama Annei
- Karen Winther - sora Annei
- Maren Pedersen - Vrăjitoarea (Maria Țesătoarea)
- Johannes Andersen - Pater Henrik, judecător vrăjitoare
- Elith Pio - Johannes, judecătorul vrăjitoarelor
- Aage Hertel - Judecător de Vrăjitoare
- Ib Schønberg - Judecător de vrăjitoare
- Holst Jørgensen - Peter Titta (numit „Ole Kighul” în Danemarca)
- Clara Pontoppidan - Sora Cecilia, Călugăriță
- Elsa Vermehren - Călugărița care se flagelează
- Alice O'Fredericks - Călugăriță
- Gerda Madsen - Călugăriță
- Karina Bell - Călugăriță
- Tora Teje - Femeia Isterică
- Poul Reumert - Bijutierul
- H.C. Nilsen - Asistentul Bijutierului
- Albrecht Schmidt - psihiatru
- Knud Rassow - Anatomist